# Docugame
Un docugame és un gènere televisiu que combina els formats de la telerealitat i el concurs televisiu.

## Origen
Cada cop les fronteres al món audiovisual es troben més difuses, cosa que provoca l'aparició de nombrosos anglicismes com docugame (infotainment, infoshow, docusoap i adver-torial), que tracten d'acotar els límits entre documentalitat i ficció dins del flux mediàtic. Una de les repercussions més clares i rendibles de la nova onada de realitat que en els últims cinc anys ha envaït les graelles de les televisions espanyoles s'ha produït en el gènere concurs. Sota l'aparença de la transparència del que ells mateixos proclamen com "la vida en directe", els anomenats docugames introduïxen un element competitiu que dramatitza en clau emocional la vida quotidiana i articulen discursos determinats encaminats a construir realitats concretes i a transmetre valors socials particulars. Encara que en els anomenats concursos de pregunta i resposta, l'existència d'un relat i, per tant, l'extracció d'un esquema narratiu, pot ser una tasca difícil, la nova variant del gènere revesteix la simplicitat de la prova amb els relats vivencials dels concursants. El relat macroestructural resultant de la suma dels microrrelats vivencials constituïx en si mateix un gran esquema narratiu que al seu torn és contenidor general de petites històries també reductibles a models canònics narratius. Com a producte de la fusió dels mecanismes propis del gènere concurs amb el seguiment telenovelesc de les vides dels participants, els docugames resulten ser un material d'inestimable valor per a l'estudi de les estratègies discursives implícitament ideològiques vehiculades per aquest tipus d'entreteniment televisiu.

## Gran Hermano i Operación Triunfo
Dos dels exponents més representatius en la breu història nacional del format dels docugames és Gran Hermano i Operación Triunfo. Un text pot incloure diversos relats, i un únic relat pot englobar diversos textos-, tant Gran Hermano com Operación Triunfo poden ser considerats un hipertext configurat per una conjunció de microrrelats. Entenent per història la successió lògic-causal-temporal d'allò narrat i, per la trama, la particular successió que allò narrat presenta en cada relat; la funció dels microrrelats al voltant dels quals s'estructuren els resums diaris, és la d'inserir-se en una trama i configurar la història general del programa.
Tant Gran Hermano com Operación Triunfo no poden ser tancats en un únic gènere. És un format híbrid que barreja programa de concurs, programa d'auditori, programa d'entrevistes, confessionari, telenovel·la, documental i periodisme, a través de l'ús d'entrevistes i reportatges, estimulant així la identificació i la sensació de familiaritat de les audiències.
Amb aquests nous formats televisius, a més dels concursants, les audiències també participen en el programa enviant cartes, correus electrònics, en realitzar cridades telefòniques o participar dels xats i enquestes en les pàgines webs. Amb això i amb l'elecció i eliminació dels participants, transformen i rescriuen Gran Hermano setmanalment. Enrere quedaria aquella pretèrita neotelevisió, que xifrava la seva estratègia de legitimació en la promesa de traspassar la pantalla simplement representant a l'espectador en una estadística de l'audímetre.
El programa Gran Hermano és un dels exemples més populars del documental com a diversió, és a dir, un docugame.

## Repercussions deldocugameen la graella televisiva
L'investigador alemany Lothar Mikos (2001) afirma que es tracta d'un text televisiu que esborra altres gèneres com els game shows, telenovel·les, docusoaps, programa d'entrevistes i els noticiaris de televisió. Segons Mikos, aquests primers cinc elements s'alternen entre la ficció i el documental, com un relat d'acte referencial entre la cultura popular i els mitjans de comunicació. Per la seua banda, l'investigador belga, Daniel Bittereyst, seguint aquest mateix raonament, creu que Gran Hermano no pot ser empresonat en una sola definició i afirma que "és un programa obert, en construcció".
No obstant això, és evident que una de les conseqüències de l'èxit del docugame ha estat la proliferació d'aquest tipus de programa o similars, potenciant més encara la marginació ja no sols de programes de caràcter cultural o educatiu a franges horàries allunyades del prime time (o fins i tot la seua desaparició) sinó també d'altres formats suposadament ja consolidats i quasi imbatibles en la lluita per les audiències. Com explica l'expert en l'economia i sociologia de la televisió Enrique Bustamante, el fenomen del docugame ha suposat "una invasió universal dels programes auto-referencials, generats per la mateixa televisió, el mestissatge i la contaminació permanent entre ficció i realitat, així com l'eliminació sistemàtica de l'oferta i els gustos de les múltiples minories que componen l'audiència".